# Jacques de La Guesle
Jacques de La Guesle, Baron de Chars, seigneur de la Guesle, seigneur d'O, né en 1557 et mort en 1612, est un magistrat français, procureur général du roi près le parlement de Paris de 1582 à sa mort. Il prit la suite de la charge de son père a sa mort.
Marié a Marie de Rouville en 1583, dame de Chars.
Il est le fils de Jean III de la Guesle, lui même président a mortier au parlement de Paris en 1583 et conseiller du roi, et de sa mère Marie Poiret, dame de Laureau en Beauce.
Le 1er août 1589, Jacques de la Guesle entra dans la chambre du roi avec le moine ligueur  Jacques Clément censé apporter des nouvelles au roi, mais qui assassina le roi Henri III d'un coup de poignard, aussi Jacques de la Guesle fut soupçonné de complicité.
En 1611 Jacques de la Guesle publie un ouvrage intitulé Remontrances à la reine régente "A la Reyne mère du Roy, régente en France ...".  (BNF) dans une partie de son ouvrage il tente de démontrer que l'infante d'Espagne Isabel , fille du roi d'Espagne Felipe II n'a aucun droit sur le Duché de Bretagne (p479 a p547) : "Remontrances... prétentions qu'à l'infante d'Espagne sur le Duché de Bretaigne"